# Wesmaelius balticus
Wesmaelius balticus är en insektsart som först beskrevs av Bo Tjeder 1931.  Wesmaelius balticus ingår i släktet Wesmaelius och familjen florsländor. Arten är reproducerande i Sverige. Inga underarter finns listade i Catalogue of Life.